# Casque d'Émèse
Le casque d'Émèse (également connu sous le nom de casque de Homs) est un casque de la cavalerie romaine datant du début du Ier siècle apr. J.-C. Il se compose d'une pièce de tête en fer et d'un masque facial, ce dernier étant recouvert d'une feuille d'argent et présentant le portrait individualisé d'un visage, vraisemblablement celui de son propriétaire. Des décorations, dont certaines sont dorées, ornent la pièce de tête. Confisqué par la police syrienne peu après que des pilleurs l'eurent découvert en 1936 dans la nécropole d'Émèse au sein de la ville actuelle de Homs, le casque est finalement restauré en profondeur au British Museum et fait désormais partie de la collection du musée national de Damas. Il a fait l'objet d'expositions internationales, mais depuis 2017, en raison de la guerre civile syrienne, les pièces les plus précieuses appartenant au musée national sont cachées dans des entrepôts souterrains.
Orné mais très fonctionnel, ce casque était probablement destiné à la fois aux parades et aux batailles. Son revêtement délicat est trop fragile pour avoir été utilisé lors de tournois de cavalerie, mais l'épais noyau de fer aurait assuré la défense contre les coups et les flèches. Les fentes étroites pour les yeux, avec trois petits trous en dessous pour permettre de voir vers le bas, donnaient la priorité à la protection plutôt qu'à la vision ; des encoches grossièrement taillées sous chaque œil suggèrent une modification faite à la hâte par nécessité.
Le casque fut trouvé dans une tombe près d'un monument à la mémoire d'un ancien souverain d'Emèse et, compte tenu de la richesse des motifs en argent et en or, il a probablement appartenu à un membre de l'élite. Comme il s'inspire des casques utilisés dans les tournois romains, même s'il est peu probable qu'il ait jamais été porté dans l'un d’eux, il pourrait avoir été offert par un fonctionnaire romain à un général syrien ou, plus probablement, avoir été fabriqué en Syrie selon le style romain. L'ornementation en volutes (en) d'acanthe du protège-nuque rappelle celle utilisée sur les temples syriens, ce qui suggère que le casque a pu être fabriqué dans les ateliers de luxe d'Antioche.

## Description
| Images externes |                                                            |
|                 | Emesa helmet.png. Photographie du casque d'Émèse.          |
|                 | Emesa helmet - neck guard.png. Le protège-nuque du casque. |

Le casque d'Émèse est fabriqué en fer et est composé de deux parties : une pièce de tête et un masque,. La pièce de tête, qui comprend un protège-nuque, est faite d'une seule pièce de fer et de décorations. Des décorations en argent, dont certaines sont totalement ou en partie dorées, y sont attachées : un diadème, une rosette frontale circulaire, une bande de métal servant de cimier, deux protège-oreilles et une plaque décorative au-dessus du protège-nuque. Les protège-oreilles sont chacun fixés par trois rivets, dont le haut et le bas aident à maintenir le diadème et la plaque décorative, respectivement, sur la pièce de tête ; les bords du diadème et de la plaque sont repliés sur le noyau de fer pour un soutien supplémentaire. Le masque facial est suspendu à la pièce de tête par une charnière centrale et est fixé par des courroies reliant une boucle sous chaque oreille aux trous correspondants dans le protège-nuque,,. L'ensemble du casque, dont la partie en fer a une épaisseur comprise entre 1 et 6 millimètres, pèse 2,217 kg, dont 982 g pour le masque facial,.
Le couvre-chef est en fer, aujourd'hui rouillé. Le sommet présente une bosse et montre l'empreinte rouillée de ce qui était autrefois un tissu, probablement coloré ou à motifs,,,. D'une oreille à l'autre, autour du front, court un diadème doré à l'image d'une couronne de laurier, symbole traditionnel de la victoire. Chaque côté contient treize éléments, chacun composé de trois feuilles et de deux baies. Les feuilles sont travaillées en repoussé et se détachent en fort relief avec des parois presque droites. Au-dessus du centre du diadème se trouve une rosette : elle représente une fleur avec deux rangées de six pétales chacune et une bordure extérieure perlée. Les perles et la rangée extérieure de pétales sont en argent blanc, contrastant avec la dorure de la rangée intérieure, le fond et le rivet central qui fixe la rosette à la pièce de tête. Une étroite bande cannelée servant de cimier, en argent lisse avec des perles sur les bords, court au milieu de la pièce de tête, de la rosette au protège-nuque,. La simplicité relative et l'infériorité de l'exécution du cimier et de la rosette peuvent refléter des réparations effectuées localement, loin des ateliers de luxe d'Antioche ; contrairement au diadème, par exemple, le fond de la rosette n'a pas été soigneusement poinçonné, mais a été aplati à l'aide d'un instrument tubulaire et se présente aujourd'hui comme une série d'anneaux.

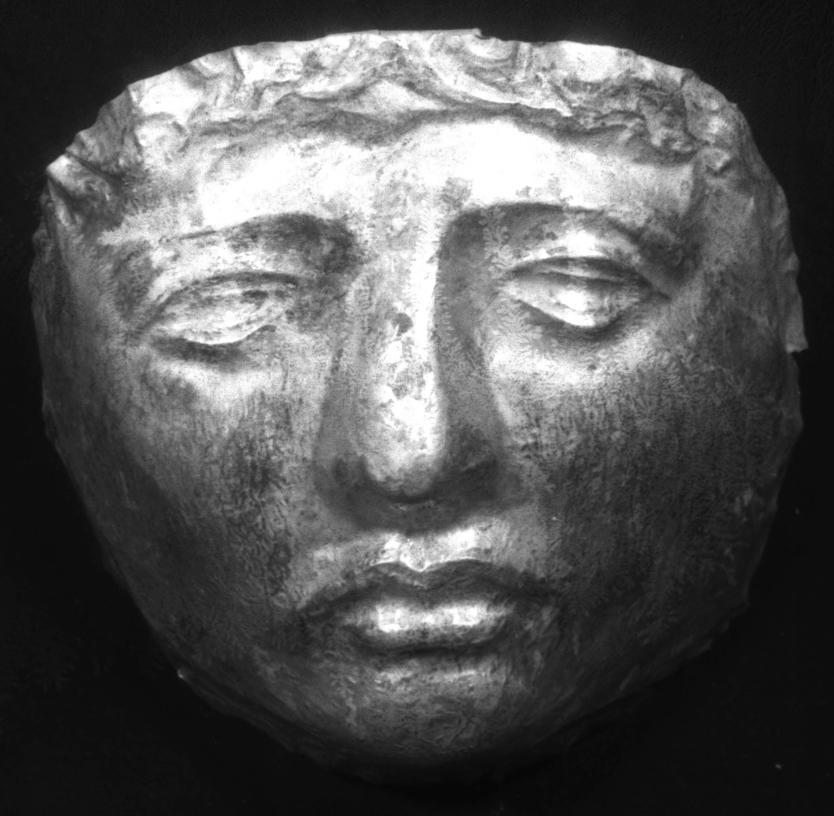
Le masque funéraire doré venant de la tombe 1.

Le protège-nuque, évasé vers l'extérieur pour protéger les épaules, est recouvert d'une plaque décorative composée de trois motifs horizontaux. En haut, au-dessus de la base du crâne, un grand réceptacle floral de lierre est bordé de cordons ; le lierre est doré, mais les cordons ne le sont pas. Au milieu, une zone de transition lisse et concave correspond à la partie creuse du cou. En bas, un rinceau d'acanthe est entrecoupé d'oiseaux et de papillons,. Certaines parties de l'ornementation du bas sont dorées, ce qui donne au casque, avec tous ses éléments en argent, en or et en fer, un aspect polychrome. Les protège-oreilles empiètent légèrement sur le dessin du bas, ce qui suggère qu'ils n'ont pas été créés spécifiquement pour le casque.
Le masque facial est en fer et recouvert d'une feuille d'argent. La charnière centrale à laquelle il est suspendu est composée de trois parties : un tube de fer soudé à la pièce de tête intérieure avec un tube d'argent extérieur, un tube d'argent cranté fixé au masque facial qui enveloppe la première partie, et une épingle qui traverse les deux et comporte un bouton d'argent à chaque extrémité. Le masque a la forme d'un visage humain. Des trous sont percés en guise de narines ; les yeux ont chacun une fente étroite, avec trois trous en forme de trilobe, deux trous ronds à l'extérieur et un trou en forme de cœur au milieu, sous chaque œil pour permettre un plus grand champ de vision,,. Apparemment, cela ne suffisait pas, car une petite encoche rudimentaire a été creusée dans chacun des trous en forme de cœur afin d'améliorer la vision du porteur. Le masque mesure environ 2 millimètres d'épaisseur, dont 0,25 à 0,5 millimètre pour l'argent, qui est plié autour des bords et de chaque trou pour le maintenir sur le fer.
Des traits distinctifs recouvrent le masque : le nez est long et charnu, avec une bosse proéminente, et s'étend haut entre les yeux ; les pommettes sont basses mais proéminentes ; la petite bouche, qui s'abaisse vers le côté senestre, présente une lèvre inférieure épaisse. Les yeux et les sourcils, ainsi que le menton, sont plus conventionnels. Les autres traits - les yeux, les sourcils et le menton - sont plus conventionnels. Les traits distinctifs suggèrent que le fabricant du casque d'Émèse a tenté de traduire dans le casque certaines des caractéristiques individuelles du visage du porteur,.

## Utilisation
Le casque d'Émèse est très fonctionnel et fut probablement fabriqué pour les défilés et les batailles,. Il est épais et lourd, ce qui aurait offert une protection contre les coups violents ou les flèches,, des coups ayant peut-être causé la bosse sur la pièce de tête. Les fentes oculaires exceptionnellement étroites indiquent également que l'on a pris soin de renforcer la protection, ; la manière grossière dont les trous en dessous ont été agrandis est probablement la conséquence d'une urgence exigeant un meilleur champ de vision. Bien qu'il soit classé parmi les casques de cavalerie de sport, du type de ceux portés lors des spectacles équestres et des tournois connus sous le nom d'hippika gymnasia, il est peu probable qu'il ait été utilisé lors de tels événements. Les casques de tournoi étaient robustes et fabriqués sans finesse, pour résister indemne aux rigueurs de la compétition. L'ornementation délicate du casque d'Émèse, en revanche, aurait été facilement endommagée, ce qui laisse penser qu'il n'aurait été soumis à de tels risques que dans les circonstances exceptionnelles d'une bataille.

## Découverte

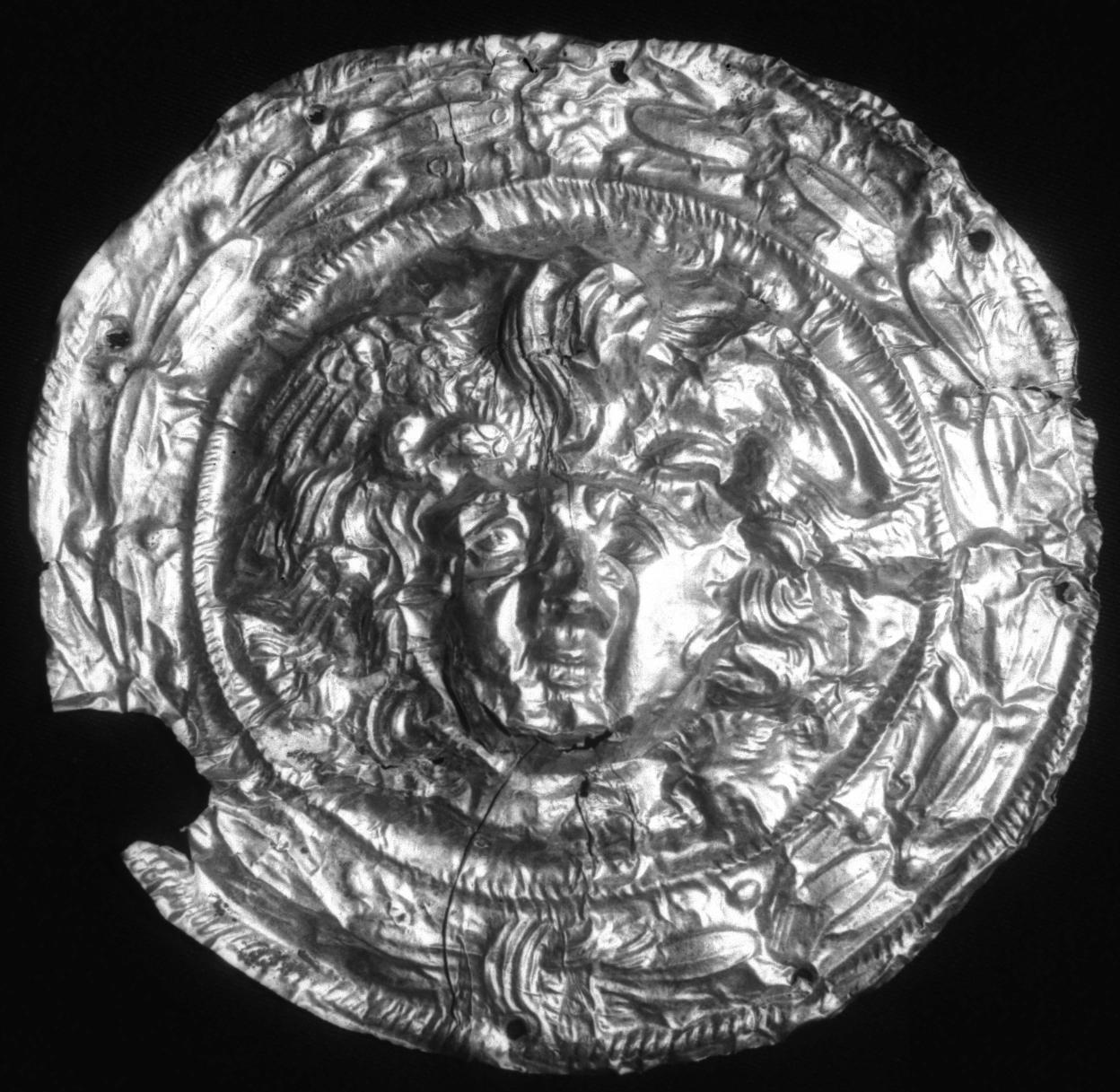
Un des six ornements de Méduse provenant du sarcophage de la tombe 1.

Le casque est découvert par des pilleurs en août 1936, dans la ville moderne de Homs, connue sous le nom d'Emèse au début du premier siècle de notre ère, située à la frontière Est de l'Empire romain, royaume client des Romains et gouvernée par les Sampsigéramides. Près de 2 000 ans plus tard, les pilleurs qui creusaient près de l'ancien emplacement d'un monument à Sampsiceramus trouvent un complexe de riches tombes et enlèvent les mobiliers funéraires. Leur pillage fut découvert parce que de petites plaques d'or, ornant le linceul du corps dans la tombe 11, s'écaillaient lorsqu'on les secouait. Le lendemain matin, des enfants ont remarqué ces paillettes d'or mélangées à la terre et les ont apportées à un bazar, où elles ont attiré l'attention de la police, ce qui a conduit à l'arrestation des pilleurs et à la confiscation des objets funéraires. L'émir Djaafar Abd el-Kader, conservateur du musée national de Damas, s'est ensuite assuré que les objets, y compris le casque, étaient conservés dans les collections de l'État, alors même que des marchands, désireux de tirer profit de ces histoires, vendaient des contrefaçons modernes et des objets anciens sans rapport avec les tombes d'Émèse.
L'intervention rapide d'el-Kader, qui enquête sur les découvertes et interroge les pilleurs, permet de récupérer et de bien comprendre les objets trouvés. Il dirige également d'autres fouilles, tout comme les archéologues français Daniel Schlumberger et Henri Seyrig. La tombe dans laquelle fut trouvé le casque, étiquetée tombe numéro 1, sur les 22 que comptait le complexe, était une tombe fossoyée à deux chambres, l'une supérieure et l'autre inférieure. La chambre inférieure, qui constitue la tombe proprement dite, avait pour sol de la terre et pour murs de la roche ; elle mesurait 2,2 m sur 1,25 m et 1,72 m de haut. Entre cinq et sept poutres de basalte érodé ont été placées au-dessus de l'ouverture reliant la chambre inférieure à la chambre supérieure, qui a ensuite été remblayée jusqu'au niveau de la surface.
La tombe 1 comprenait un riche assortiment d'objets : outre le casque, elle contenait un masque funéraire en or, un bracelet en or et turquoise, une bague en or ornée d'un buste royal en relief, une bague en or avec une intaille en cornaline, une applique en or avec une tête de mouton et une tête d'oiseau, une fibule en forme d'étoile, un crochet en or, une petite langue en or, une pointe de lance décorée d'or, un vase en argent et un triangle en verre. Les pilleurs ont peut-être eu tort d'attribuer également 19 plaques d'or à la tombe, celles-ci étant apparemment identiques à celles de la tombe 11. Les décorations du sarcophage comprenaient des anneaux fragmentaires en argent, 22 feuilles d'or en repoussé, six masques de Méduse, quatre rectangles ornés d'un lion, quatre Victoires et huit bustes d'Apollon. Selon Mohammed Moghrabi, qui a pillé la tombe 1, le casque a été trouvé à côté du crâne.

### Restauration

Couverture du 30 avril 1955 de lIllustrated London News, publiée peu après la restauration du casque.

Après sa découverte, le casque d'Émèse a fait l'objet de plusieurs restaurations infructueuses, le principal problème étant l'oxydation de l'intérieur en fer, qui créait des cloques et des fissures dans le revêtement en argent. Immédiatement après sa découverte, le casque a été envoyé à Paris pour être restauré par « MM. André père et fils » ; seuls des travaux légers ont été effectués dans l'espoir que le climat syrien aiderait à ralentir le taux d'oxydation, et en raison de fonds limités, mais le casque a continué à se détériorer. En 1952, le casque est décrit comme étant beaucoup plus endommagé qu'il ne l'était lors de la fouille, et nécessitant d'urgence des travaux supplémentaires. Il est finalement transporté au British Museum, où une restauration finale est achevée en 1955 par Herbert Maryon, qui avait reconstruit en 1946, le casque de Sutton Hoo. En 1956, Harold Plenderleith, conservateur du laboratoire de recherche du musée, publie un compte-rendu de l'opération. L'examen a révélé que l'argent était cassant et que les fissures étaient remplies par une substance sombre. Le fer à l'arrière du masque avait rouillé, ce qui exerçait une pression supplémentaire sur l'argent et ouvrait les fissures de 4 millimètres. Le masque — maintenu par un fil de fer, la charnière s'étant détachée — fut donc retiré du casque pour être retravaillé.
Le fer rouillé fut découpé à l'arrière du masque, autour de la bouche et de la mâchoire, là où les distorsions étaient les plus importantes. Pour renforcer l'argent suffisamment pour qu'il puisse être manipulé, le masque était placé dans un four électrique, dont la température est portée à 310 °C pendant trois heures ; la rouille noircie fut ensuite enlevée en brossant le masque avec de l'acide oxalique à 9 %, avant de le chauffer à nouveau, à 600 °C pendant dix-huit heures, puis à 650 °C pendant treize heures. L'argent est ensuite nettoyé à nouveau, des deux côtés, et de la gaze d'argent est soudée temporairement sur les fissures du dos pour permettre d'essuyer le devant. La gaze fut retirée, l'argent coulé pour refermer les fissures, et une nouvelle gaze installée de façon permanente à l'aide d'une soudure (en) tendre. De minces lignes de soudure apparaissant à travers les fissures refermées sont dissimulées par une couche d'argent appliquée en surface. Enfin, le fer qui avait été retiré pour exposer l'arrière de l'argent fut nettoyé et remis en place. Bien que quelques fissures soient restées visibles plus haut sur le masque, elles sont refermées, car le fer derrière elles était sain et n'exerçait pas de pression, mais il a fallu l'enlever pour procéder à la restauration.

### Exposition

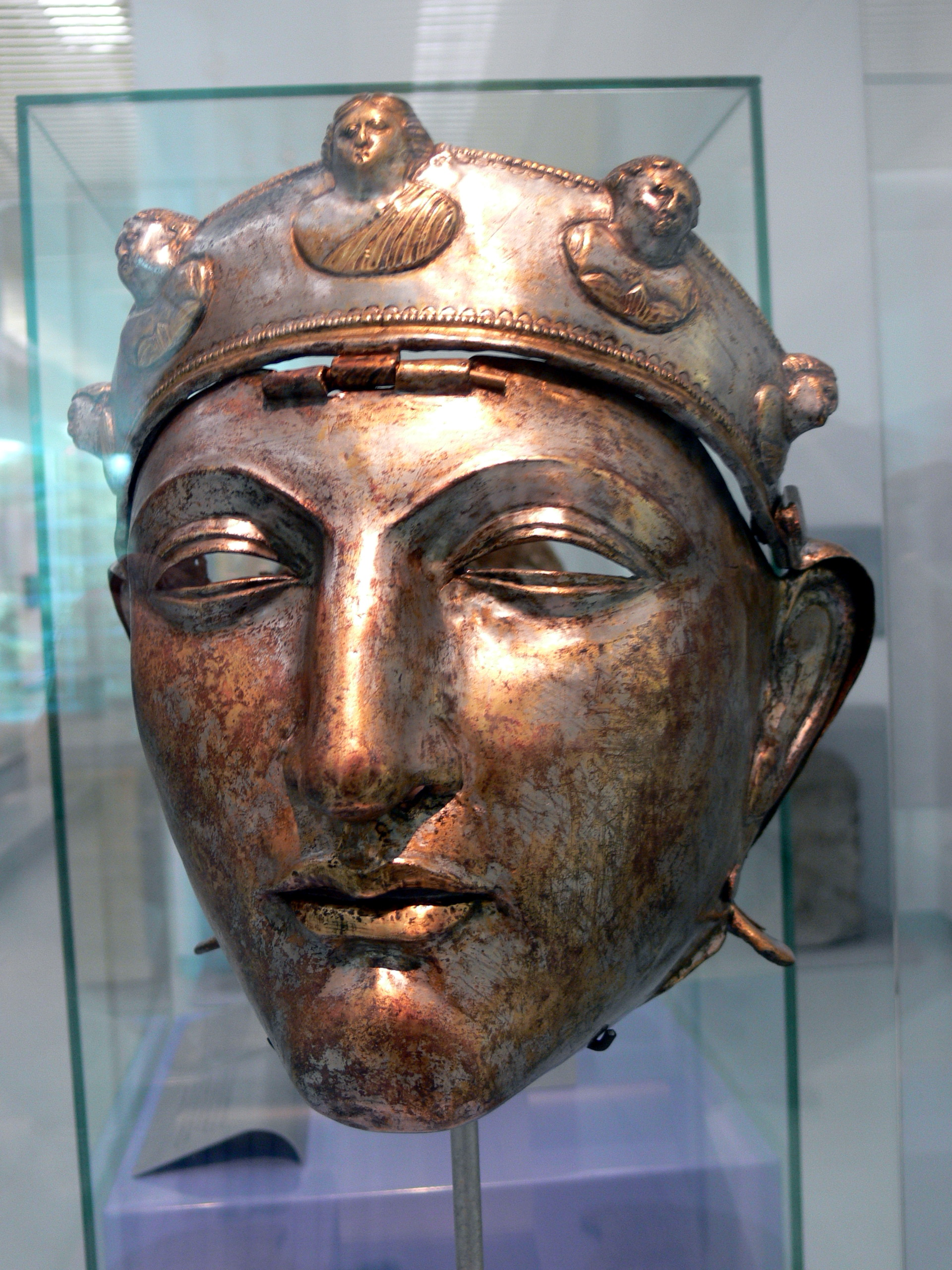
Le casque de Nimègue est également classé comme casque de sport de cavalerie.

Après avoir été restauré au British Museum, le casque a été exposé dans la King Edward Gallery du musée en tant que prêt d'un mois à partir du 25 avril 1955, avant d'être renvoyé à Damas,,. De 1999 à 2002, le casque a fait partie d'une exposition itinérante, Syria: Land of Civilization, qui est passée par la Suisse, le Canada et les États-Unis. En 2017, le musée national a rouvert ses portes après avoir été fermé pendant la guerre civile syrienne, mais les objets les plus précieux sont toujours cachés dans des entrepôts souterrains.

## Typologie
Le casque est daté de la première moitié du premier siècle de notre ère, d'après le style de la volute d'acanthe à l'arrière du casque et d'autres objets trouvés avec le casque et dans les tombes voisines,. Il s'agit du plus ancien casque romain connu doté d'un masque facial, et il est généralement classé comme un casque sportif de cavalerie de type D, selon la typologie proposée par H. Russell Robinson (en). Les casques de type D se caractérisent par une seule charnière horizontale attachant le masque facial à la pièce de tête, et par des pièces de tête décorées pour représenter des casques. Cela contraste avec les casques de type C, par exemple, qui montrent des visages idéalement jeunes et des pièces de tête aux cheveux ondulés. Il existe plusieurs exemples de casques de type D, comme le casque de Nimègue (en), mais contrairement à ceux-ci, le casque d'Émèse n'a probablement jamais été destiné à un usage sportif : il a peut-être été offert par un fonctionnaire romain à un général de la famille régnante d'Émèse, ou fabriqué en Syrie à l'image de casques vus lors de tournois romains,,. Cette dernière hypothèse est la plus probable, car l'ornementation d'acanthes ressemble à celle des temples syriens ; le casque pourrait donc avoir été commandé aux ateliers d'Antioche, réputés pour leur luxe.